# Marco Ilsø
Marco Ilsø (født 29. september 1994) er en dansk skuespiller, der først blev kendt for at være med i julekalenderen Mikkel og Guldkortet.

## Privat
Marcos forældre Else Ilsø Larsen og Finn Ilsø går op i sport. Finn Ilsø har været professionel fodboldspiller i B93 og Else Ilsø Larsen har spillet håndbold på juniorholdet på ynglingelandsholdet.
Marco har to storebrødre, Nick og Ken. Begge spiller fodbold, og Ken Ilsø er professionel fodboldspiller. Marco er fætter til fodboldspilleren Kenneth Emil Petersen.

## Fodbold
Marco har spillet i BK Friheden, siden han var lille. Marco skiftede den 1. marts 2009 til Køge Boldklub. Holdet kom til finalen i Sjællandsmesterskaberne, men tabte 3 – 1. Marco spiller nu for Karlslunde IF.

## Filmkarriere
Marco startede sin karriere som drengen Mikkel i TV2s julekalender Mikkel og Guldkortet i 2008. Bagefter fortalte han Go' Aften Danmark at hvis det ikke lykkes at blive fodboldspiller, satser han på film. Han har medvirket i ungdomsfilmen Frit fald, der havde premiere i 2011. I 2014 var han med i filmatisering af Jussi Adler-Olsens anden bog Fasandræberne, hvor han spiller den unge Ditlev Pram. I 2018 medvirkede han i dramaserien “Kriger”, hvor han spiller rockeren “Mads”.
Han er desuden kendt for at spille "Hvitserk" i serien "Vikings"

## Filmografi

### Film
| År   | Titel            | Rolle          | Noter |
| ---- | ---------------- | -------------- | ----- |
| 2011 | Frit fald        | Niclas         |       |
| 2011 | Klassefesten     | Unge Andreas   |       |
| 2013 | You & me forever | Dreng til fest |       |
| 2014 | Dannys dommedag  | Lukas          |       |
| 2014 | Fasandræberne    | Unge Ditlev    |       |

### Tv-serier
| År        | Titel                | Rolle              | Noter        |
| --------- | -------------------- | ------------------ | ------------ |
| 2008      | Mikkel og Guldkortet | Mikkel Johansen    | Julekalender |
| 2016-2020 | Vikings              | Hvitserk Ragnarson | 49 episoder  |
| 2018      | Kriger               | Rockeren Mads      | Sæson 1      |
| 2021      | Sunday               | Magnus             | Sæson 4      |
| 2024      | Bullshit             | Makrel             |              |